# Tipula eurydice
Tipula eurydice är en tvåvingeart som beskrevs av Alexander 1961. Tipula eurydice ingår i släktet Tipula och familjen storharkrankar. Inga underarter finns listade i Catalogue of Life.